# Chantraines
Chantraines település Franciaországban, Haute-Marne megyében. Lakosainak száma 201 fő (2022. január 1.). Chantraines Mareilles, Rochefort-sur-la-Côte, Andelot-Blancheville, Briaucourt és Cirey-lès-Mareilles községekkel határos.

## Népesség
A település népességének változása:
| Lakosok száma | 228  | 201  | 191  | 226  | 218  | 218  | 222  | 226  | 218  | 201  |
|               | 1968 | 1982 | 1990 | 2006 | 2013 | 2015 | 2017 | 2019 | 2020 | 2022 |